# Zita Pleštinská
Zita Pleštinská (ur. 13 czerwca 1961 w Nitrze) – słowacka polityk, architekt i urzędniczka samorządowa, posłanka do Parlamentu Europejskiego VI kadencji, parlamentarzystka krajowa.

## Życiorys
Urodziła się w Nitrze jako Zita Kányai. W 1985 ukończyła studia na wydziale architektury Uniwersytetu Technicznego w Budapeszcie, po czym pracowała jako kierowniczka wydziału architektury miasta Lubowla (do 1992). Była również zatrudniona w okręgowym biurze środowiska naturalnego w tym samym mieście (do 1998). Później pracowała w urzędzie powiatu Lubowla, w latach 1998–2002 pełniła obowiązki zastępczyni dyrektora urzędu, a od 2002 do 2004 była dyrektorem wydziału. W 2000 uzyskała dyplom specjalnego programu przygotowawczego do funduszy strukturalnych. W 2002 została burmistrzem miejscowości Chmielnica (do 2006). 
Na początku lat 90. zaangażowała się w działalność polityczną. Od 1991 do 2000 była członkinią Chrześcijańskiego Ruchu Demokratycznego (KDH), w 2000 przystąpiła do Słowackiej Unii Chrześcijańskiej i Demokratycznej – Partii Demokratycznej (SDKÚ-DS). Weszła w skład rady krajowej partii oraz zarządu w kraju preszowskim.
W wyborach w 2004 uzyskała mandat europosła z listy SDKÚ-DS. Zasiadała m.in. w grupie chadeckiej oraz Komisji Rynku Wewnętrznego i Ochrony Konsumentów. W 2009 bez powodzenia ubiegała się o reelekcję, otrzymując 13 tys. głosów i zajmując pierwsze niemandatowe miejsce na liście chadecji. W 2014 ponownie została burmistrzem Chmielnicy. Związała się później z ugrupowaniem Zwyczajni Ludzie. W 2020 z ramienia tej formacji została wybrana do Rady Narodowej.